# Patrick Brosi
Patrick Brosi (* 1987 in Backnang) ist ein deutscher Informatiker und Autor.

## Leben
Brosi verbrachte seine Kindheit in Weissach im Tal. Nach Abitur und Zivildienst in einem Pflegeheim begann er 2007 ein Studium der Geschichtswissenschaft in Tübingen. Von 2008 bis 2014 studierte er Geschichte und Informatik in Tübingen und Freiburg.
2015 präsentierte er auf der crime cologne seinen zweiten, im Emons Verlag erschienenen Roman Der Blogger. Der in Basel und im Schwarzwald spielende Politthriller über die Pharmaindustrie stieß bundesweit auf positive Resonanz.

## Werke
- Schnarrenberg, Emons Verlag 2013, ISBN 978-3-95451-060-3
- Der Blogger, Emons Verlag 2015, ISBN 978-3-95451-676-6

## Interviews
- Radiointerview zu Der Blogger im Domradio
- Gespräch über Der Blogger in der Badischen Zeitung
- Kurzes Gespräch über Der Blogger auf Radio Köln
- Interview und Lesung mit Mike Litt bei 1LIVE Klubbing